# Search and Destroy

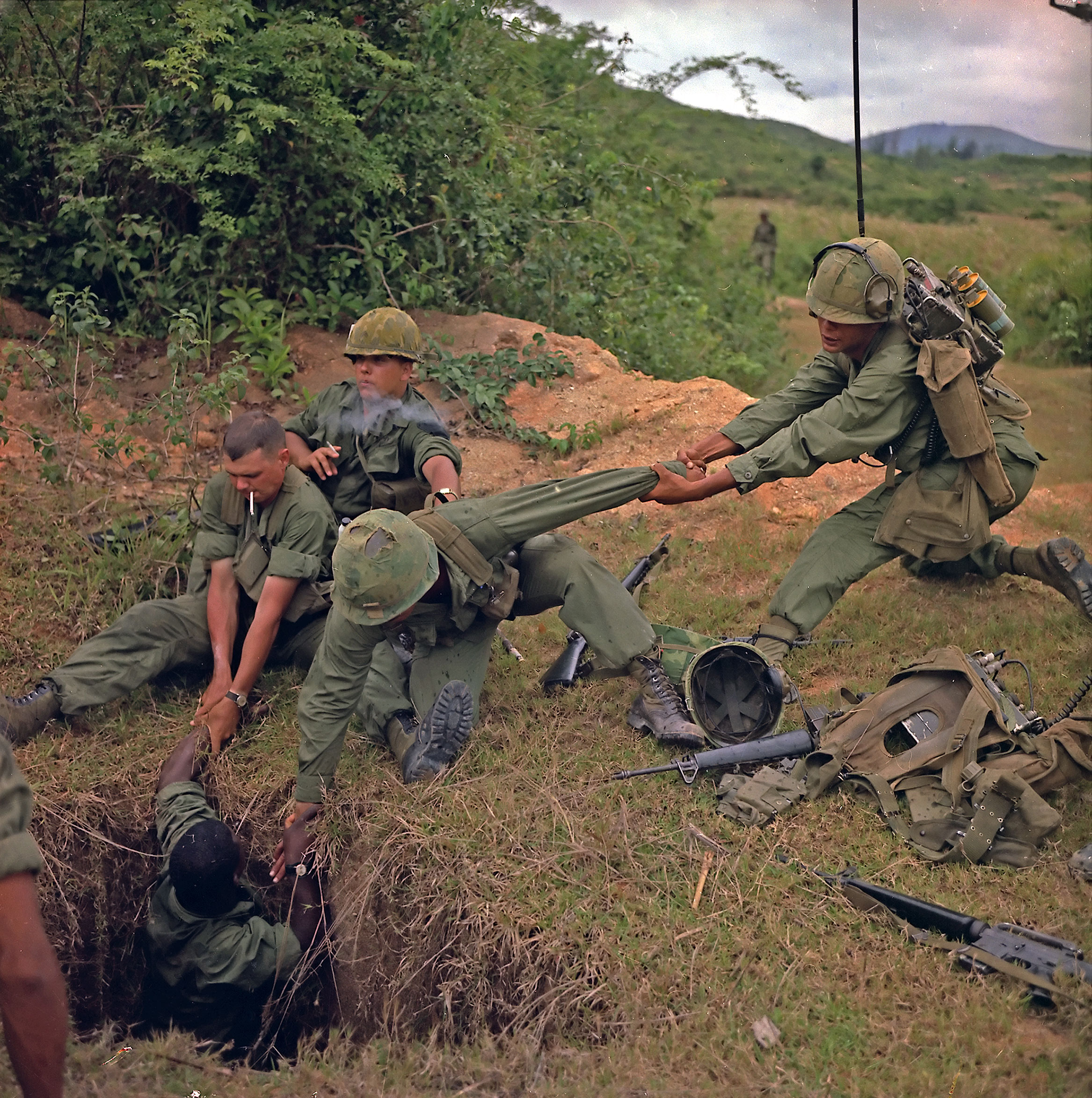
Operation Oregon war eine „search and destroy“-Mission der 1. US-Kavalleriedivision in der Provinz Quang Ngai

Search and Destroy, Seek and Destroy oder kurz S&D (deutsch: Suchen & Vernichten) bezeichnet eine militärische Taktik, die von der US-amerikanischen Streitkräften unter anderem im Vietnamkrieg eingesetzt wurde. Die Taktik wurde von US-Streitkräften auch in Afghanistan und im Irak verwendet.
Ziel der Taktik ist in erster Linie die Vernichtung von Kräften des Gegners und nicht die Kontrolle eines Gebietes. Bei dieser Taktik wird das feindliche Ziel zuerst aufgestöbert, dann wird in einem zweiten Schritt versucht, dieses gänzlich zu vernichten.
Die Umsetzung der Taktik erfordert die schnelle Verlegung von luftbeweglicher Infanterie ins Feindesgebiet. Als Kennzahl für den Erfolg der Taktik diente der Body Count.